# 玉木明
玉木 明（たまき あきら、1968年 - ）は、日本郵便株式会社の主任切手デザイナー。2019年現在日本に8人いる切手デザイナーの一人であり、これまでに約150件の郵便切手のデザインを手がけている。

## 来歴
三重県鳥羽市に生まれる。三重県立宇治山田高等学校卒業後、愛知県立芸術大学に進学、グラフィックデザインを学んだ。就職先を選ぶ頃はバブル景気で、広告に関する仕事に就くことを考えていたが、師事していた先生から郵便切手のデザイナーの募集がある事を聞かされた。試験に合格し、1991年に国家公務員として当時の郵政省に入省。「技芸官」に就任した。1993年に、「農業試験研究100年記念切手」で初めてデザインが採用された。
ウェブサイトのインタビューでは、「特に切手を集めていたこともなく、はじめから知識があるわけではなかった。広告やパッケージに比べると郵便切手は世の中に出回る期間が長く、郵便がある限りずっと残っていくところが面白そうだと感じた」、「例えるなら、切手は手紙に添える薬味。選び方で味わいが豊かになる。切手は言語化されない情報を盛り込めるメディアであり、SNSにはない機能である」と述べている。

## 作品
デビュー作となった「農業試験研究100年記念切手」は、1893年に日本に国立農事試験場が開設されてから100周年を記念し、1993年11月17日に発行された。表面にはイネの花が図案化されている。額面は62円で、2500万枚が発行された。1994年の関西国際空港開港記念切手では、特定の企業のロゴを出せない制約から垂直尾翼に航空会社のシンボルマークを描けない代わりに、額面と"NIPPON"の表記を入れ、旅客機らしいデザインに仕上げた。2014年の「土木学会100周年記念切手」では、シート全体でまとまった風景を描くとともに、切り離しても道路や橋、ダム、港湾などの「土木の仕事」が各片に配置されるデザインとなっている。
「東日本大震災寄附金付切手」は、2011年3月11日金曜日の発災から週末を挟んだ14日に発行が決定し、通常は3～4か月をかけるデザイン作業を実質一週間で行う異例スケジュールとなった。80円の額面に20円の寄付金が付加され、2011年6月21日に発行された。
このほか、切手趣味週間や国際文通週間の記念切手には企画段階から携わり、一部の年賀はがきのデザインも担当している。
2024年には、10月の郵便料金改定に伴い9月2日から新たに発行された普通切手全12種のデザインを担当した。はがきと封書の差額用切手（22円、26円）は併せて貼る従来料金の切手（63円、85円）と図柄、色彩に関連性をもたせたデザイン（桜に桜葉、梅に鶯）となっている。また、速達料金用の300円切手は「速い」からの連想で兎の図柄がデザインされている。

## 出演

### テレビ
- 情熱大陸Vol.1307（2024年06月30日、MBS/TBS系列局）[12]

- ひるまえ ほっと（2024年12月2日、NHK）[13]